# Famille de Lambilly
La famille de Lambilly est une famille française originaire de Bretagne, actuellement subsistante.
D'origine chevaleresque, elle tire son nom d'une seigneurie à Taupont (Morbihan) où sa filiation est suivie depuis 1361 et elle fut maintenue noble en 1668 à Rennes.
Elle a donné un grand chambellan et premier gentilhomme de la maison du duc Jean V de Bretagne en 1415, Guillaume de Lambilly (1621-1693), président de l'Ordre de la noblesse aux États de Bretagne en 1687, et Pierre Joseph de Lambilly (1679-), un des chefs de la conspiration de Cellamare en 1718.

## Origine
La famille de Lambilly tire son nom de la seigneurie de Lambilly, à Taupont, près de Ploërmel (Morbihan). Lambilly (Lann-Bily) signifie en breton terre de Bily.
Cette terre avait droit de haute, moyenne et basse justice. Elle relevait directement des ducs de Bretagne, puis des rois de France après la réunion de la Bretagne à la Couronne.
Un Payen de Lambilly, non rattaché à la filiation suivie, est cité comme signataire d'une charte à Rennes en 1179.

## Histoire
La filiation de la famille de Lambilly est suivie depuis 1361. Elle a paru aux réformations de 1427, 1448, 1454, 1513 et 1536 dans l'évêché de Saint-Malo. Elle a été maintenue noble le 17 novembre 1668 à Rennes. Elle fut admise aux Honneurs de la Cour en 1780 et 1786, et aux pages de la Grande Ecurie en 1695, 1720 et 1721.
En 1734 le marquisat de Baud-Kerveno (l'ancienne seigneurie de Kerveno était située dans la paroisse de Pluméliau) passa aux mains de la famille de Lambilly.
Elle a été admise à l'ANF en 1945.

## Principales personnalités
- Guillaume de Lambilly, tué le 25 octobre 1415 à la bataille d'Azincourt[réf. nécessaire]
- Jean de Lambilly, grand chambellan, grand écuyer et 1er gentilhomme de la chambre du duc de Bretagne en 1415.
- Guillaume de Lambilly, seigneur du lieu, baptisé à Taupont le 12 avril 1621, maintenu noble d'ancienne extraction à Rennes le 17 novembre 1668, président de l'Ordre de la Noblesse aux États de Bretagne tenus à Morlaix en 1687, mort à Kergrois en 1693.
- Pierre Joseph de Lambilly, seigneur de Kergrois, né à Kergrois le 15 octobre 1679, page de la Grande Écurie du roi Louis XIV le 20 mars 1695, conseiller au Parlement de Bretagne en 1707, l'un des chefs de la conspiration de Cellamare en 1718, réfugié en Espagne en 1719, condamné à mort par contumace en 1720, nommé gentilhomme de la Chambre du roi d'Espagne Philippe V en 1720, mort en avril 1731.
- Pierre Laurent de Lambilly, né à Saint-Malo le 3 avril 1702, réfugié en Espagne de 1720 à 1731, page du roi d'Espagne Philippe V, mort à Kergrois le 1er mai 1742.
- Pierre Gabriel François de Lambilly, né à Rennes le 5 janvier 1759, lieutenant aux Gardes Françaises en 1782, admis aux Honneurs de la Cour en 1780 et 1786, émigré en Belgique, puis en Prusse et au Danemark ; chef de bataillon de l'Armée catholique et royale de Bretagne de 1795 à 1797, chevalier de Saint-Louis, mort à Lyon le 2 avril 1817.
- Thomas Hippolyte de Lambilly, né à Altona (Danemark) le 23 octobre 1796, volontaire royal dans la Légion de Ploërmel en 1815, sous-lieutenant au 5e régiment d'infanterie de la Garde du roi Louis XVIII en 1816, mort à Kergrois le 28 septembre 1876.
- Charles Ferdinand de Lambilly, né à Neuilly-sur-Seine le 26 mai 1825, chef de bataillon aux Zouaves Pontificaux de 1866 à 1870, mort à Vannes le 29 octobre 1901.
- Humbert Henri de Lambilly, né à Rennes le 17 décembre 1832, lieutenant-colonel, chef d'État-Major du 16e corps, officier de la Légion d'honneur, décoré de l'ordre du Medjidié, de l'ordre de Sainte Anne et de l'ordre de l'Aigle Noir de Prusse, blessé mortellement au combat de Ponthieu (Sarthe) le 11 janvier 1871, à 38 ans.
- Jean-Gabriel de Lambilly, né à Rennes le 31 janvier 1834, officier de chasseurs à pied, commandant des Mobiles de Ploërmel en 1870, président du comité royaliste et du conseil général du Morbihan, chevalier de la Légion d'Honneur, commandeur de l'Ordre de Pie IX, mort à Lambilly le 21 mars 1896.
- Geoffroy Jean Rogatien de Lambilly, né en 1859, chevalier de la Légion d'Honneur, capitaine commandant au 10e régiment de cuirassier[4].
- Henry Marie Robert de Lambilly, né en 1860, chevalier de la Légion d'Honneur, capitaine commandant au 8e  régiment de dragpns[5].
- Humbert Henri de Lambilly, officier de la Légion d'Honneur, lieutenant-colonel au titre de l'armée auxiliaire[6].
- Jean Eugène de Lambilly, né à Paris le 2 juin 1901, général de division (origine infanterie), commandeur de la Légion d'honneur, Croix de guerre 1939-1945, croix de guerre des Théâtres d'Opérations Extérieures, décédé à Paris le 1er novembre 1985.
- Charles de Lambilly, né le 3 octobre 1902 à Rosnay, mort pour la France à Monticelli pendant la bataille de Garigliano (Italie) le 19 mai 1944, officier de la Légion d’honneur, Croix de guerre des théâtres d’opérations extérieurs (1 citation), Croix de guerre 1939 (4 citations), Croix du Combattant, médaille coloniale avec agrafe « Maroc 1925-1926 ».
- Louis de Lambilly, né le 24 mai 1908 à Commercy, mort pour la France à Limal en Belgique le 16 mai 1940, à 31 ans, capitaine d'infanterie, chevalier de la Légion d'Honneur, croix de guerre 39-45, croix de guerre des TOE.
- Geoffroy de Lambilly, né le 24 janvier 1921 à Nantes, médaillé de l'Académie des Sciences, maire de Fougeré, en Vendée, de 1951 à 1986, décédé le février 1999.
- Jean-Pierre de Lambilly (1931-2022), né à Fougeré (Vendée), chevalier de la Légion d'Honneur, chevalier dans l'Ordre National du Mérite, Officier dans l'Ordre du Mérite Agricole, maire de Sainte-Hermine, en Vendée, de 1986 à 1989, et conseiller général du canton de Sainte-Hermine (1979-2004).
- Marie-Victoire de Lambilly (1767-1813), considérée comme la 1re femme avocate de France.

## Châteaux et demeures
- Château de Lambilly, à Taupont
- Château de Kergroix, à Remungol
- Château de Coat-Couraval, à Glomel
- Château de la Pigossière, à Pont-Saint-Martin

## Possessions
- Seigneurs du Broutay, en La Croix-Helléan, de Baud-Kerveno, en Baud et Pluméliau, de Crémenan, La Rivière-Bréaut, La Ville-Dénaché, La Ville-Morin, Le Ruffé, Rohallaire et Quistinic, de Créménan, de la Rivière-Bréhault, du Bois-Hélio, du Chesnoran, de Morgan, de la Villebouquais, de la Villedenâché, en Taupont et en Ploërmel ; de Penhoët, en la Croix-Helléan ; de la Motte, en Loutehel ; de la Soraye, en Campel ; de la Grande-Touche, en Néant ; du Plessis, du Val, en Trémorel ; du Quengo-Briand, en Bréhan-Loudéac ; de Keraron, en Plumelin ; de la Garoulais, en Saint-Étienne de Rennes ; du Quélenec, en Lanouée ; de Quistinic, en Moustoirac ; de la Villevoisin, de Rohallaire, du Ruffié, en Augan ; du Ménéguen, en Melrand.

## Armes, blasons, devises
- Armes : D’azur à six quintefeuilles d’argent, posées trois, deux et une[7].
- Devise : « Point gesné, point gesnant »
- Supports : deux lions.
- Cimier : une hermine au naturel.

## Alliances
Achard de La Vente, d'Argent de Deux Fontaines, d'Aviau de Ternay, de Bardies-Montfa, de Benoit de Lapaillonne, Bernard de Montebise, du Boisguéhenneuc, de Bonand-Montaret, Bonnin de La Bonninière de Beaumont, de Bouët du Portal, de Bouvet, Burot de Carcouët, du Cauzé de Nazelle, de Chabot-Tramecourt, de Cornulier-Lucinière, Desgrées du Loû, d'Espinassy de Venel, d'Espinay-Saint-Luc, de Ferry, Frotier de La Coste-Messelière, de Garidel-Thoron, Gilard de Keranflec'h, de Kéroüartz (1920), de Rohan-Chabot (1928), Harscouet de Saint-Georges (1931), de La Bourdonnaye-Blossac (1934, 1944), de Kergorlay (1942), Le Gras du Luart (1951), de Cavelier de Cuverville (1955), de Crépy (1960), de La Tullaye (1961), Boguais de La Boissière, de La Poëze d'Harambure.